# Phimodera
Phimodera  (лат.) — род полужесткокрылых (подотряда клопов) из семейства щитников-черепашек.

## Описание
Голова почти прямоугольная. Глаза выпуклые, почти стебельчатые. Брюшной ободок едва виден из-под щитка.

## Систематика
В составе рода:
- Phimodera amblygonia Fieber, 1863
- Phimodera flori Fieber, 1863
- Phimodera fumosa Fieber, 1863
- Phimodera galgulina (Herrich-Schäffer, 1837)
- Phimodera hispanica Fuente, 1971
- Phimodera humeralis (Dalman, 1823)
- Phimodera lapponica (Zetterstedt, 1828)
- Phimodera oculata Jakovlev, 1880
- Phimodera tuberculata Jakovlev, 1874